# Hans-Kudlich-Preis
Der Hans-Kudlich-Preis, nach dem Politiker Hans Kudlich (1823–1917) benannt, wird vom österreichischen Verein Ökosoziales Forum vergeben.

## Preis
Der Hans-Kudlich-Preis wird physischen Personen für besondere Leistungen verliehen, welche das Verständnis der Allgemeinheit für die Land- und Forstwirtschaft vertiefen, deren harmonische Eingliederung in die allgemeine Entwicklung erleichtern und die Lebens- und Arbeitsbedingungen der in der Land- und Forstwirtschaft Tätigen verbessern.
Der Preis wird alle zwei Jahre vergeben. Der Preis ist mit 2.000 Euro dotiert. Es werden bis zu vier Preise vergeben.

## Preisträger
- 1968 Franz Braumann[2]
- ? Max Mayr (Journalist)
- ? Sepp Forcher
- 1974 Josef Willi[3]
- 1982 Ernst Exner
- 1987 Erwin Führer[4], Conrad Seidl[5]
- 1988 Adolf Kastner, Anton Draxl[6]
- 1990 Hiltraud Ast
- 1991 Hans Haid[7]
- 2001 Winfried Hofinger, Josef Ziepl und Hans Ludwig[8]
- 2003 Peter Vadasz[9]
- 2005 Peter Ruckenbauer für Verdienste um die Landwirtschaft Österreichs
- 2008 Martha Niederacher[10], Franz Keil, Franz Mair[11], Österreichische Hagelversicherung
- 2010 Maria Forstner, Heinz Gstir, Alois Heißenhuber[12]
- 2012 Hermine Hackl, Anneliese Schippani, Gabriele Wild-Obermayr und Maria Drewes[13]
- 2014 Agnes Schierhuber, Ulrike Böker, Erwin Stubenschrott[14]
- 2016 Karl Buchgraber, Eduard Paminger[15], Gerlind Weber.[16]
- 2022 Andrea Schwarzmann, Franz Ledermüller, Rudolf Schwarzböck[17]